# Mandjoogoordap Drive
Der Mandjoogoordap Drive ist ein Autobahnzubringer im Südwesten des australischen Bundesstaates Western Australia. Er verbindet den Kwinana Freeway (S2) nördlich Stake Hell mit der Old Coast Road (R1) in der Innenstadt von Mandurah. Die vierspurige Straße mit Mittelstreifen ist als Staatsstraße 19 (S19) ausgewiesen.

## Geschichte
'Mandjoogoordap' ist ein Wort aus der Sprache der Noongar, eines Aboriginesstammes in der Gegend. Es bedeutet im Deutschen: „Treffpunkt des Herzens“. Die Straße wurde in der Bauzeit Mandurah Entrance Road genannt. Am 7. Oktober 2010 wurde sie dem Verkehr übergeben und heißt in der Bevölkerung Mandurah Link.